# Tony Hawk’s Pro Skater 3
Tony Hawk’s Pro Skater 3 – trzecia gra z serii Tony Hawk’s Pro Skater stworzona przez firmę Neversoft i wydana przez Activision w 2001 roku na Nintendo GameCube, PlayStation 2 i PlayStation oraz w 2002 na Xbox, PC, N64 i Game Boy Advance. W przeciwieństwie do poprzedniej części nie używa już autorskiego silnika firmy Neversoft, tylko, użytego m.in. w grze Grand Theft Auto III, silnika Renderware. W części trzeciej zabrakło jednego z profesjonalnych skaterów, Boba Burnquista, który zajął się w tym czasie produkcją własnej gry skateboardingowej.

## Ogólnie o grze
Tony Hawk’s Pro Skater 3 to gra, w której gracz kieruje poczynaniami skatera. W grze dostępnych jest 10 poziomów z misjami do wykonania plus parę dodatkowych poziomów przeznaczonych jedynie do jazdy amatorskiej i ćwiczeń. Do produkcji gry przyłączyli się znani skaterzy, tacy jak Tony Hawk, Eric Koston, Rodney Mullen, Bam Margera czy Chad Muska, dzięki czemu w grze dostępne są ich postacie.

## Nowości
Najważniejszą nowością w trzeciej części okazał się Revert, dzięki któremu gracz mógł kontynuować wykonywane akrobacje (kombosy) także po wylądowaniu na rampie. „Dzięki tej możliwości gracze wykonywali nie setki trików jednocześnie, a tysiące, czy nawet dziesiątki tysięcy trików uzyskując nieprawdopodobną liczbę punktów” – powiedział jeden z producentów gry. Aby wykonać Revert należy wyskoczyć z rampy, a następnie lądując nacisnąć przycisk odpowiedzialny za sposób stania na desce (Switch). Domyślnie w wersji PC jest nim klawisz na klawiaturze numerycznej, KeyPad 9.
Kolejną nowością było zastąpienie kupowania umiejętności gracza za pieniądze. Zostało to zastąpione przez bardziej realistyczną formę zbierania odpowiednich znaków porozrzucanych po całych dostępnych poziomach. Na każdym poziomie, na którym jest do wypełnienia 10 zadań, jest po pięć takich znaków, co razem daje 50 znaków na całą grę. Gracz domyślnie już ma na koncie 50 punktów umiejętności, co, po dodaniu dodatkowych punktów, daje okrągła liczbę 100 punktów umiejętności.
Kolejnym zmianom uległ kreator skatera. Teraz gracz mógł zmienić całkowicie wygląd swojego komputerowego odpowiednika oraz, po raz pierwszy, mógł grać kobietą inną niż Elissa Steamer. Ułatwieniem jest również pasek Special, który napełniał się podczas wykonywania trików, a nie tak jak w poprzedniej części dopiero po wylądowaniu.

## Ścieżka dźwiękowa

### Utwory dostępne w grze
1. AFI – „The Boy Who Destroyed the World”
2. Adolescents – „Amoeba”
3. Alien Ant Farm – „Wish”
4. Bodyjar – „Not The Same”
5. CKY – „96 Quite Bitter Beings”
6. Del Tha Funkee Homosapien – „If You Must”
7. Guttermouth – „I’m Destroying the World”
8. House of Pain – „I’m a Swing-It”
9. KRS-One – „Hush”
10. Mad Capsule Markets – „n Pulse”
11. Motörhead – „Ace of Spades”
12. Nextmen – „Amongst the Madness”
13. Ozomatli – „Cut Chemist Suite”
14. Ramones – „Blitzkrieg Bop”
15. Red Hot Chili Peppers – „Fight Like A Brave”
16. Redman – „Let’s Get Dirty”
17. Reverend Horton Heat – „I Can’t Surf”
18. Rollins Band – „What’s The Matter Man?”
19. Xzibit – „Paparazzi”
20. Zebrahead – „Check”